# فهرست احزاب کمونیست نماینده پارلمان اروپا
در زیر فهرستی از احزاب کمونیست ارائه شده در پارلمان اروپا وجود دارد. این لیست شامل احزاب کمونیستی نیست که قبلاً در پارلمان اروپا نمایندگی داشتند. این مقاله فقط آن دسته از احزاب را فهرست می‌کند که رسماً خود را از نظر ایدئولوژیک کمونیست می‌نامند. ۶ حزب کمونیست در ۶ کشور مختلف به عضویت پارلمان اروپا در آمده‌اند.

## فهرست
| کشور      | حزب                          | اتحاد سیاسی           | اتحاد انتخاباتی       | حزب اروپا                     | گروه پارلمان اروپا                | نماینده‌های اروپا |
| --------- | ---------------------------- | --------------------- | --------------------- | ----------------------------- | --------------------------------- | ---------------- |
| قبرس      | حزب پیشرو کارگران            |                       |                       | حزب چپ اروپا (ناظر)           | چپ متحد اروپا – چپ سبز شمال اروپا | ۲ از ۶           |
| جمهوری چک | حزب کمونیست بوهمیا و موراویا |                       |                       | حزب چپ اروپا (ناظر)           | چپ متحد اروپا – چپ سبز شمال اروپا | ۱ از ۲۱          |
| فرانسه    | حزب کمونیست رئونیون          |                       | اتحاد خارج از کشور    |                               | چپ متحد اروپا – چپ سبز شمال اروپا | ۱ از ۷۴          |
| یونان     | حزب کمونیست یونان            |                       |                       | ابتکار احزاب کمونیست و کارگری | غیر ممنوع                         | ۲ از ۲۱          |
| پرتغال    | حزب کمونیست پرتغال           | ائتلاف وحدت دموکراتیک | ائتلاف وحدت دموکراتیک |                               | چپ متحد اروپا – چپ سبز شمال اروپا | ۲ از ۲۱          |
| اسپانیا   | حزب کمونیست اسپانیا          | متحد چپ               | چپ جمع                | حزب چپ اروپا                  | چپ متحد اروپا – چپ سبز شمال اروپا | ۲ از ۵۴          |